# Acherontiella thibaudi
Acherontiella thibaudi är en urinsektsart som beskrevs av Alfredo Barra 1994. Acherontiella thibaudi ingår i släktet Acherontiella och familjen Hypogastruridae. Inga underarter finns listade i Catalogue of Life.